# Церковь Тронденес
Церковь Тронденеса (норв. Trondenes kirke) — лютеранская приходская церковь в Харстаде, фюльке Тромс, Норвегия. Относится к епархии Нур-Холугаланн Церкви Норвегии. Самая северная средневековая церковь в Норвегии.

## История
Существующая церковь, по всей вероятности, третья по счету на этом месте: первая деревянная церковь была построена в XI веке, вторая — в XII веке. Вторая церковь была укреплена каменными стенами и валами, остатки которых все еще можно увидеть вокруг церкви.
Дата строительства существующей церкви является предметом обсуждения. Часть исследователей полагает, что каменное здание было построено в период 1150-1250 годов. Дендрохронологическое датирование, проведенное в 1990-х гг., показало, что древесина крыши хоров относится к 1400-м годам. 
Богатое убранство церкви связано с высокими ценами на вяленую рыбу в 1300-1400 гг. и, как следствие, высоким доходом церковного прихода. До 1537 года церковь являлась католической, после 1537 г. стала лютеранской (Церковь Норвегии). В 1792 году интерьер церкви был изменен, появилась кафедра в стиле рококо и орган. 
В 1939—1950 гг. проведена реставрация, в ходе которой облик церкви приближен к первоначальному. 

## Архитектура
Это типичная средневековая каменная церковь с крутой красной черепичной крышей. Церковь имеет высокий прямоугольный неф с узким хором. Порталы отмечены богатым декором из талькохлорита. По сравнению с другими средневековыми церквями в Северной Норвегии, церковь Тронденеса хорошо сохранилась и ее внешний вид очень близок к первоначальному. Полная длина здания составляет 36 м, размеры нефа — 22,5 х 17 м, хора — 13,5 х 11,5 м, что делает его одной из крупнейших средневековых сельских церквей в Норвегии.
Церковь наиболее известна своими богатыми украшениями, в том числе тремя готическими триптихами, произведенными в Любеке во второй половине XV века и в начале XVI века. Тот факт, что первоначально в церкви было 7 алтарей, говорит о богатом и важном месте церкви в католические времена.
На кафедре установлены песочные часы, которые отмеряли время проповеди. Орган датируется концом XVIII века и является одним из старейших в Норвегии. В хорах сохранились остатки средневековых фресок, которые, вероятно, украшали всю церковь, но после Реформации были закрашены. На двери северного портала сохранилась кованая фурнитура с симметричными лентами. Романская купель, вероятно, перенесена из более старой церкви, существовавшей на этом месте. 
Церковь рассчитана на 300 мест. 
- Небольшой алтарь
- Кафедра
- Интерьер церкви
- Церковный портал